# Килларни
Килла́рни (англ. Killarney; ирл. Cill Airne, (Киль-Арьне)) — город в Ирландии, находится в графстве Керри (провинция Манстер). Расположен на юго-западе страны рядом с одноимённым озером.

## История
Килларни был основан в начале XVII века, однако в середине того же столетия войска Оливера Кромвеля разрушили поселение, и по-настоящему город заново отстраивался уже в XVIII веке.
Победитель Irish Tidy Towns Competition 2011 года.

## Экономика

### Промышленность
В городе расположено несколько предприятий легкой промышленности, занимающихся изготовлением обуви и чулочно-носочных изделий. Также здесь находится завод по производству пластмассовых изделий.
В городе расположен один из крупнейших заводов по производству портовых кранов для перевалки контейнеров Liebherr Container Cranes.

### Транспорт
Ближайший аэропорт находится в 15 км к северу от Килларни. Оттуда осуществляются прямые рейсы в Дублин, а также в Германию и Великобританию. Железнодорожный вокзал и автостанция расположены к востоку от центра города. Автобусное сообщение во все основные населённые пункты страны осуществляет компания «Bus Eireann». Поезда связывают Килларни с городами Трали и Корк, а также со столицей Ирландии — Дублином, через пересадку.

## Население
Население — 14 603 человека (по переписи 2006 года). В 2002 году население составляло 13 137 человек. При этом, население внутри городской черты (legal area) было 13 497, население пригородов (environs) — 1106.
Данные переписи 2006 года:
| Всё население | Всё население | Изменения населения 2002—2006 | Изменения населения 2002—2006 | 2006 | 2006 |
| 2002          | 2006          | чел.                          | %                             | муж. | жен. |
| 13 137        | 14 603        | 1466                          | 11,2                          | 7224 | 7379 |

В нижеприводимых таблицах сумма всех ответов (столбец «сумма»), как правило, меньше общего населения населённого пункта (столбец «2006»).
| Религия (Тема 2 — 5 : Число людей по религиям, 2006) |             |                |             |            |        |        |
| Католики, чел.                                       | Католики, % | Другая религия | Без религии | не указано | сумма  | 2006   |
| 11 410                                               | 78,1        | 1758           | 705         | 730        | 14 603 | 14 603 |

| Этно-расовый состав (Этничность. Тема 2 — 3 : Постоянное население по этническому или культурному происхождению, 2006) |            |              |       |        |        |            |        |        |
| Белые ирландцы | Лухт-шулта | Другие белые | Негры | Азиаты | Другие | Не указано | сумма  | 2006   |
| 9407 | 225        | 1920         | 151   | 483    | 215    | 590        | 12 991 | 14 603 |
| Доля от всех отвечавших на вопрос, %                                                                                   |            |              |       |        |        |            |        |        |
| 72,4 | 1,7        | 14,8         | 1,2   | 3,7    | 1,7    | 4,5        | 100    | 89,01  |

1 — доля отвечавших на вопрос о языке от всего населения.
| Владение ирландским языком (Тема 3 — 1 : Число людей от 3 лет и старше по способности говорить по-ирландски, 2006) |      |            |        |        |
| Владеете ли Вы ирландским языком?                                                                                  |      |            |        |        |
| Да | Нет  | Не указано | сумма  | 2006   |
| 4892 | 8322 | 872        | 14 086 | 14 603 |
| Доля от всех отвечавших на вопрос о языке, %                                                                       |      |            |        |        |
| 34,7 | 59,1 | 6,2        | 100    | 96,51  |

1 — доля отвечавших на вопрос о языке от всего населения.
| Использование ирландского языка (Тема 3 — 2 : Говорящие по-ирландски от 3 лет и старше по частоте использования ирландского языка, 2006) |                                                            |                                               |                                               |                                               |                                               |                                               |       |                                     |        |
| Как часто и где Вы говорите по-ирландски?                                                                                                |                                                            |                                               |                                               |                                               |                                               |                                               |       |                                     |        |
| ежедневно, только в образовательных учреждениях                                                                                          | ежедневно, как в образовательных учреждениях, так и вне их | в других местах (вне образовательной системы) | в других местах (вне образовательной системы) | в других местах (вне образовательной системы) | в других местах (вне образовательной системы) | в других местах (вне образовательной системы) | сумма | всего, отвечавших на вопрос о языке | 2006   |
| ежедневно, только в образовательных учреждениях                                                                                          | ежедневно, как в образовательных учреждениях, так и вне их | ежедневно                                     | каждую неделю                                 | реже                                          | никогда                                       | не указано                                    | сумма | всего, отвечавших на вопрос о языке | 2006   |
| 947 | 68                                                         | 131                                           | 329                                           | 2133                                          | 1166                                          | 118                                           | 4892  | 14 086                              | 14 603 |
| Доля от всех отвечавших на вопрос о языке, %                                                                                             |                                                            |                                               |                                               |                                               |                                               |                                               |       |                                     |        |
| 6,7 | 0,5                                                        | 0,9                                           | 2,3                                           | 15,1                                          | 8,3                                           | 0,8                                           | 34,7  | 100                                 |        |

| Типы частных жилищ (Тема 6 — 1(a) : Число частных домовладений по типу размещения, 2006) |          |         |                 |            |       |        |
| Отдельный дом                                                                            | Квартира | Комната | Переносные дома | не указано | сумма | 2006   |
| 3476                                                                                     | 448      | 31      | 22              | 114        | 4091  | 14 603 |

## Достопримечательности
- Озёра Килларни;
- Национальный парк Килларни;
- Макросс Хаус;
- Аббатство Макросс;
- Чёрная долина;
- Замок Росс;
- Стадион Фитцджеральда.

## Галерея

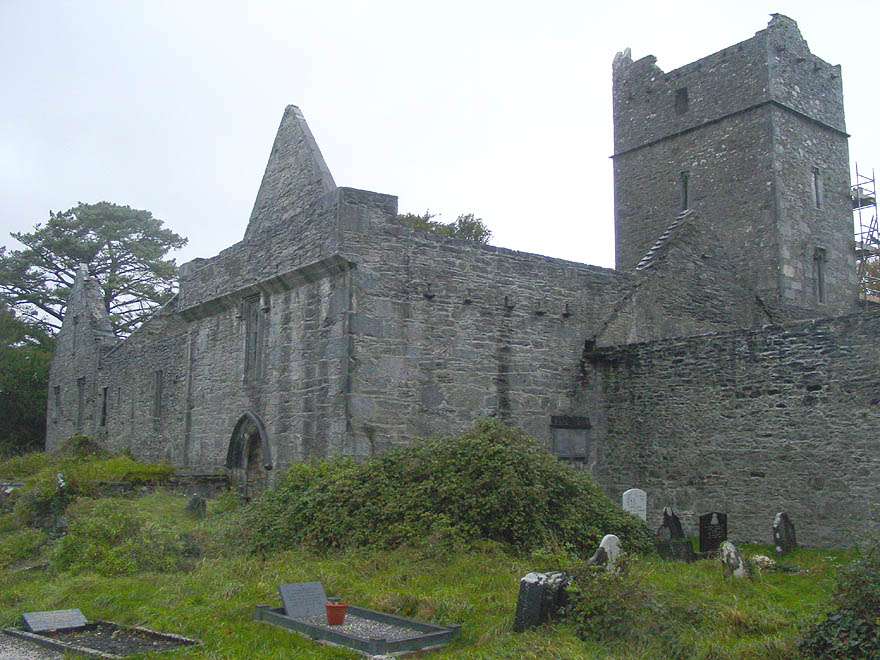
Аббатство Макросс
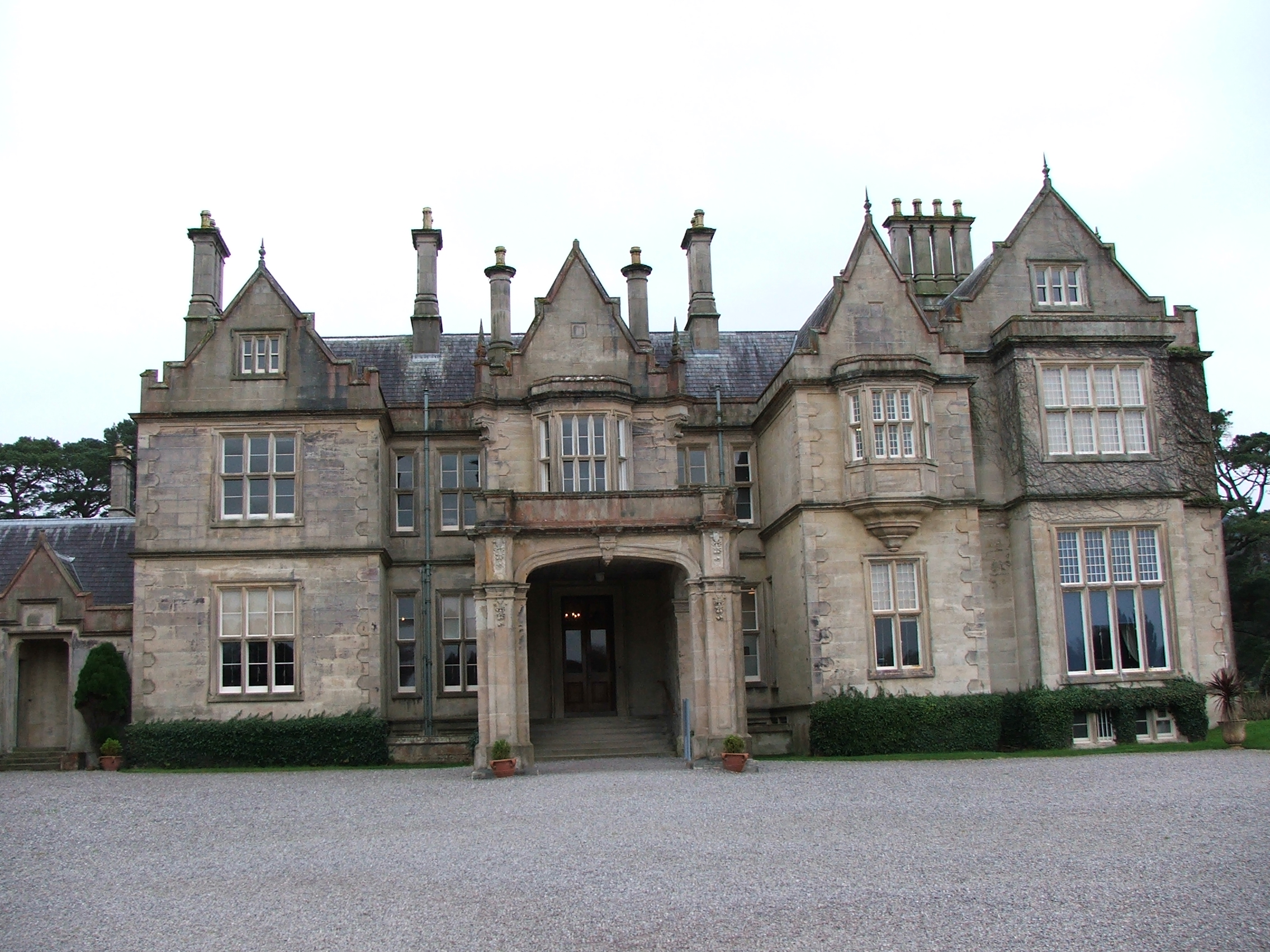
Макросс Хаус
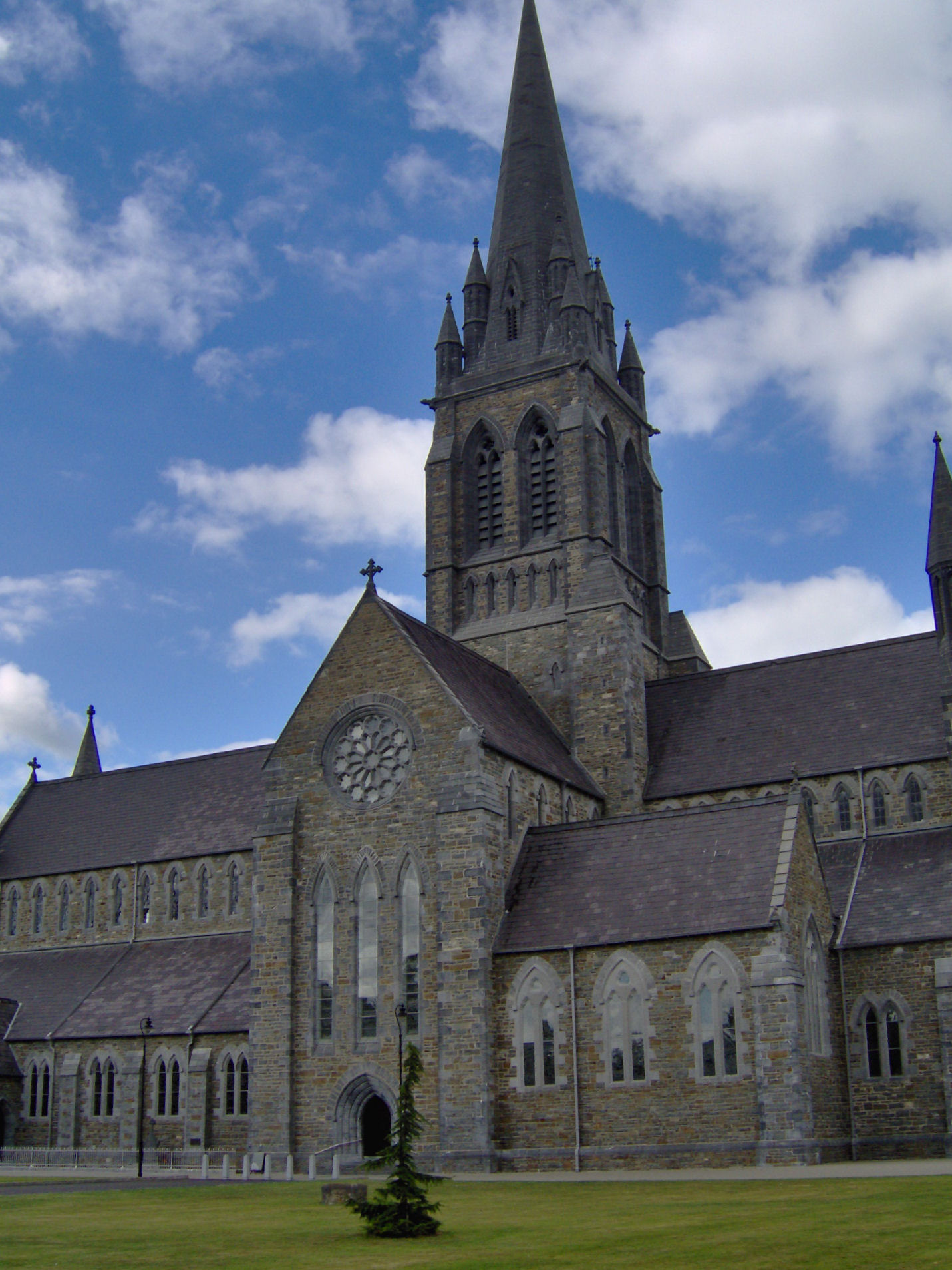
Кафедральный собор Святой Марии
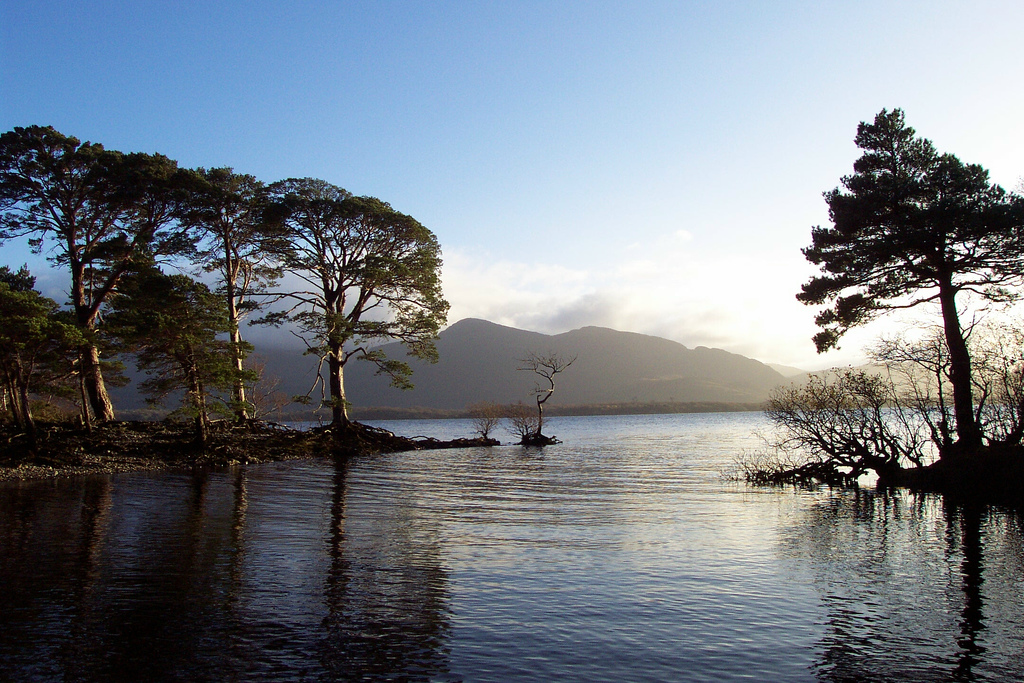
Озеро Килларни